# Десять лет без права переписки
«Десять лет без права переписки» — формулировка приговора, которую в период сталинских репрессий в СССР часто сообщали родственникам репрессированного, который на самом деле был приговорён к высшей мере наказания — расстрелу. Подобная формулировка, как указывают исследователи сталинских репрессий, могла использоваться для сокрытия их реальных масштабов. Получив такую информацию, родственники осуждённых годами надеялись, что те ещё вернутся из лагерей, хотя на деле их уже давно не было в живых. Причина, по которой появилась эта фраза, заключается в лагерных порядках — согласно советским лагерным правилам, заключённым разрешалось раз в месяц писать письмо родным и получать ответ два раза в месяц, или получать от них посылку.
Формулировка ответа заявителям о судьбе репрессированного «осуждён к 10 годам ИТЛ без права переписки и передач» была официально утверждена в 1939 году. Начиная с осени 1945 года, заявителям начали отвечать, что осуждённые умерли в местах лишения свободы. До 1945 года органы ЗАГС не регистрировали смерти расстрелянных, о судьбе которых родственникам было сообщено, что они осуждены на 10 лет без права переписки.
Оценка значения формулировки «десять лет без права переписки» сыграла свою роль в дискуссиях историков о масштабах репрессий. Так, Роберт Конквест в первом издании «Большого террора» (1968) при подсчётах числа жертв опирался на свидетельства родственников репрессированных, однако на тот момент ему не было известно, следует ли все случаи, в которых родственникам сообщалась указанная формулировка, рассматривать как свидетельство вынесенного смертного приговора. Позже, в 1990 году, готовя книгу к новому изданию, он пришёл к выводу, основываясь на информации, опубликованной в СССР в 1987—1989 годах, что подобную формулировку следует всегда расценивать как своего рода эвфемизм смертного приговора. Конквест сообщает, например, что в массовых захоронениях жертв репрессий в Виннице и Куропатах все опознанные тела принадлежали осуждённым, родственникам которых сообщили о таком приговоре.

## Использование в современном русском языке
Формулировка «Десять лет без права переписки» в качестве синонима расстрела получила широкое распространение в российской культуре после появления в 1990 году одноимённого фильма. Популярность выражения привела к его использованию в словообразовательной омонимии узуального и окказионального типа: «История партии без права переписки» (где содержится одновременно намёк на неизменяемость официальной апологетической версии событий и аллюзия к сталинским репрессиям).
Выражение стало устойчивым культурно-коннотированным словосочетанием нефразеологического типа, использующимся для наименования одной из реалий сталинского времени.

## Примеры
- Советский писатель и журналист Михаил Кольцов был расстрелян НКВД 2 февраля 1940 года. Советский художник-график Борис Ефимов, пытаясь выяснить судьбу своего родного брата, добился приёма у председателя Военной коллегии Верховного суда СССР генерал-полковника юстиции В. В. Ульриха; последний сказал ему, что Кольцов получил «десять лет лагерей без права переписки»[12][13].
- Физик-теоретик Матвей Бронштейн был расстрелян НКВД 18 февраля 1938 года. Его жене Лидии Чуковской было объявлено, что приговор мужа — «десять лет лагерей без права переписки». Отец Лидии Корнеевны, писатель Корней Иванович Чуковский, после двух лет хождения по инстанциям и нескольких встреч с В. В. Ульрихом, лишь в конце 1939 года узнал о том, что зятя нет в живых[14]. Однако сама Чуковская не теряла надежды, и только в 1940 году, когда она добилась свидания с начальником Управления НКВД СССР по Ленинградской области С. А. Гоглидзе, тот подтвердил, что М. П. Бронштейн убит[15].